# Рудовци
Рудовци су насеље у градској општини Лазаревац у граду Београду. Према попису из 2022. било је 1378 становника.

## Историја
У северном делу места налази се Селиште, где је по предању, некада било село. У самом Селишту нема трагова из прошлости, док их, међутим, има по целом сеоском атару. То су биле велике камене плоче без натписа, за које се мислило да су „маџарски гробови“.
Рудовци се помињу као насељено место за време аустријске владавине (1718-1739. г.) под именом Rudowze. У првим деценијама 19. века припадали су Катићевој Кнежини и имали су 1818. године 25, а 1822. године 27 кућа. И по попису из 1921. године имају 126 кућа са 706 становника.
За најстарију породицу се сматрају Петровићи. Касније се доселили Симићи од Сјенице, па Давидовићи и други.
Из Рудовца је позната историјска личност поп Ранко. Његови су родитељи дошли из Херцеговине. Поп Ранко се овде родио, школу је учио по манастирима, а запопио се 1811. године. Године 1815, у пролеће у пивници поп-Ранковој, скупили су се истакнути људи из Београдске, Ваљевске и Рудничке Нахије и ту се договорили и заклели да поново устану на Турке. (подаци крајем 1921. године).
У оквиру села Рудовци налази се и познато етно-село Рашино село које је од 2007. године градио Радоје Станојловић.
Овде се налазе ОШ „Рудовци” Рудовци и Црква Вазнесења Господњег у Рудовцима.
Рудовци имају своје културно-уметничко друштво ”Рудар”, шаховски клуб ”Раднички”, фудбалски клуб ”Раднички”, као и ликовну колонију ”Грујица Лазаревић” Рудовци.
Спортски центар Рудовци је друштво за спорт и рекреацију, али и покретач и чувар манифестација, од којих је најпознатија прослава ”дана рудара” 6. августа сваке године.

## Положај села
Рудовци су са обе стране Пештана. Сеоски потес граничи са са даросавским потоком Златовцем, до Венчана је Рудовачки Забран, до Пркосаве је Велико Поље, до Малих Црљена је Селиште и Кочино Поље, до Трбушнице је коса Чик и до Крушевице су ливаде Мекоте, Липар и Остењак. Куће су груписане по родовима. Оне су по странама брежуљака и коса. Насеље је мање разбијеног типа. Оно се дели на Горњи и на Доњи Крај. Има и ужа подела на мање крајеве, који се називају по родовима. Поред главног пута Аранђеловац-Лазаревац је мало друмско насеље, у коме су школа, задружни дом, кафана и једна ситничарска радња.

## Воде
Скоро средином села протиче Пештан. Он прима са леве стране Крушевицу, Трбушницу и Бистричку Реку; последње две речице састају се у месту Кораћевцу. Горњи ток Пештана се назива и Даросавица, па тек од клисурасте долине између Главице и Остењака почиње се називати Пештаном. У Даросавицу утичу Златовац. Остале притоке Пештана су: Велинац, Белан и Гушевац. Од Малих Црљена и Рудовачких Ливада слива се са леве стране Дуги Поток. Само Пештан плави „поље“, тј, њиве поред реке а веће поплаве Пештана поплаве и Доњи Крај насеља. Вода за пиће и за друге домаће потребе употребљава се са бунара и са три безимена извора, која лети пресушују.

## Земље и шуме
Њиве и ливаде су наместима која се зову: Чик, Средњи Рт, Боблије, Милићево Брдо, Јазбине до Крушевице, Сечице, Грабље, Виногради, Караула, Кораћевац, Селиште, Велико Поље, Кусање, Белан, Рт, Шираковац, Парлози, Превоји, Раван, Златовац, Трудељско Поље, Дуги Поток, Рудовачки Забран, Маркова Пољана, Кратељи, Бучје, Мали Остењак, Велики Остењак, Слатина и Звонаре.
Сеоске утрине нема. Шума је по приватним забранима на Караули и на Црепинама код Карауле. Шуме има још у Чику, Рудовачком Забрану и у Тесном Рту, али је тамо знатно проређена.
Каменолом је у Јазбинама и у долини речице Трбушнице. Вади се црвени пешчар и кречњак. Мрку угаљ (лигнит) се вади у Великом Пољу и под Остењком.

## Старине у селу
На брду Звонари има старо гробље а у Букову Потоку је друго старо гробље, од којих данас нема никаквих трагова. Треће старо гробље је рудовачко у Селишту, до Пештана. Под брдом Боблијом једно место се зове Црквене Јаруге. Трагова од неке цркве на том месту нема.
На врху Остењка, на тромеђи између Рудоваца, Даросаве и Прогорелаца држало се раније „бденије“ у недељу по Петровдану а сада се држи у цркву у Даросави.
О постанку имена Остењка казује ово народно предање. У старо време пође неки ловац у цркву, да се причести, па понесе ловачку пушку и поведе ловачке керове. Успут керови крену на зеца а ловац потегне из пуше и убије га. Идући даље убије и другог зеца а на месту Остењку убије и трећег зеца. Али, чим је трећи зец убијен, онда се ловац, његови керови и убијени зечеви остене (окамене), па се и данас на том месту „могу“ видети стене, које имају људске и животињске облике.

## Име селу
У Златовцу и Кораћевцу вадило се олово. И данас се познају „рупе“, тј. рударска окна, из којих се вадило олово. У потоку Златовцу налазио се златан новац. По подацима Влад. Н. Караклајића у Златовцу има повелике гомиле шљаке, заостале од негдашњег топљења руда на том месту. У селу има на више места бакарне, гвоздене и оловне руде. По свој прилици је ово насеље добило име по рудама, која су се у њему вадиле.

## Подаци о селу
Народни састанак пред Други устанак био је у подруму попа Ранка у Милићевом Брду. Данашње гробље је украј села. Литија се носи на Спасовдан, а заветни дан је дан цара Константина и царице Јелене и Младенци, држе се поред школе.
По архивским подацима Рудовци се помињу као село 1723. године, као „рудовачка нурија“ 1730. године; а 1732. године помиње се сеоски „књаз“ Никодим. Године 1818 било је у Рудовцима 25 кућа а 1844. године у њему је било 39 кућа са 285 душа. Данас у Рудовцима има 20 родова са 146 кућа и један цигански род са две куће.

## Демографија
У насељу Рудовци живи 1395 пунолетних становника, а просечна старост становништва износи 39,0 година (38,0 код мушкараца и 40,0 код жена). У насељу има 566 домаћинстава, а просечан број чланова по домаћинству је 3,16.
Ово насеље је великим делом насељено Србима (према попису из 2002. године), а у последња три пописа, примећен је пад у броју становника.
|  |

| Демографија | Демографија | Демографија |
| Година      | Становника  | Становника  |
| ----------- | ----------- | ----------- |
| 1948.       | 1.112       |             |
| 1953.       | 1.537       |             |
| 1961.       | 2.276       |             |
| 1971.       | 1.909       |             |
| 1981.       | 1.883       |             |
| 1991.       | 1.804       | 1.792       |
| 2002.       | 1.787       | 1.799       |

| Етнички састав према попису из 2002.‍ | Етнички састав према попису из 2002.‍ | Етнички састав према попису из 2002.‍ | Етнички састав према попису из 2002.‍ | Етнички састав према попису из 2002.‍ |
| ------------------------------------ | ------------------------------------ | ------------------------------------ | ------------------------------------ | ------------------------------------ |
|                                      |                                      |                                      |                                      |                                      |
| Срби                                 | Срби                                 |                                      | 1.690                                | 94,57%                               |
| Роми                                 | Роми                                 |                                      | 40                                   | 2,23%                                |
| Црногорци                            | Црногорци                            |                                      | 14                                   | 0,78%                                |
| Југословени                          | Југословени                          |                                      | 7                                    | 0,39%                                |
| Хрвати                               | Хрвати                               |                                      | 5                                    | 0,27%                                |
| Македонци                            | Македонци                            |                                      | 5                                    | 0,27%                                |
| Чеси                                 | Чеси                                 |                                      | 1                                    | 0,05%                                |
| Словенци                             | Словенци                             |                                      | 1                                    | 0,05%                                |
| Румуни                               | Румуни                               |                                      | 1                                    | 0,05%                                |
| Муслимани                            | Муслимани                            |                                      | 1                                    | 0,05%                                |
| Мађари                               | Мађари                               |                                      | 1                                    | 0,05%                                |
| Албанци                              | Албанци                              |                                      | 1                                    | 0,05%                                |
| непознато                            | непознато                            |                                      | 9                                    | 0,50%                                |

| Година пописа     | 1948. | 1953. | 1961. | 1971. | 1981. | 1991. | 2002. |
| ----------------- | ----- | ----- | ----- | ----- | ----- | ----- | ----- |
| Број домаћинстава | 234   | 432   | 658   | 564   | 567   | 540   | 566   |

| Број чланова      | 1  | 2   | 3  | 4   | 5  | 6  | 7  | 8 | 9 | 10 и више | Просек |
| ----------------- | -- | --- | -- | --- | -- | -- | -- | - | - | --------- | ------ |
| Број домаћинстава | 99 | 132 | 98 | 121 | 66 | 37 | 10 | 3 | 0 | 0         | 3,16   |

| Пол    | Укупно | Неожењен/Неудата | Ожењен/Удата | Удовац/Удовица | Разведен/Разведена | Непознато |
| ------ | ------ | ---------------- | ------------ | -------------- | ------------------ | --------- |
| Мушки  | 708    | 199              | 454          | 21             | 34                 | 0         |
| Женски | 776    | 157              | 454          | 124            | 40                 | 1         |
| УКУПНО | 1.484  | 356              | 908          | 145            | 74                 | 1         |

| Пол    | Укупно                    | Пољопривреда, лов и шумарство | Рибарство                            | Вађење руде и камена | Прерађивачка индустрија       |
| ------ | ------------------------- | ----------------------------- | ------------------------------------ | -------------------- | ----------------------------- |
| Мушки  | 403                       | 15                            | 0                                    | 262                  | 29                            |
| Женски | 221                       | 23                            | 0                                    | 75                   | 32                            |
| УКУПНО | 624                       | 38                            | 0                                    | 337                  | 61                            |
| Пол    | Производња и снабдевање   | Грађевинарство                | Трговина                             | Хотели и ресторани   | Саобраћај, складиштење и везе |
| Мушки  | 4                         | 60                            | 4                                    | 7                    | 7                             |
| Женски | 2                         | 2                             | 14                                   | 25                   | 3                             |
| УКУПНО | 6                         | 62                            | 18                                   | 32                   | 10                            |
| Пол    | Финансијско посредовање   | Некретнине                    | Државна управа и одбрана             | Образовање           | Здравствени и социјални рад   |
| Мушки  | 0                         | 0                             | 5                                    | 4                    | 0                             |
| Женски | 0                         | 4                             | 6                                    | 18                   | 13                            |
| УКУПНО | 0                         | 4                             | 11                                   | 22                   | 13                            |
| Пол    | Остале услужне активности | Приватна домаћинства          | Екстериторијалне организације и тела | Непознато            | Непознато                     |
| Мушки  | 4                         | 0                             | 1                                    | 1                    | 1                             |
| Женски | 1                         | 1                             | 0                                    | 2                    | 2                             |
| УКУПНО | 5                         | 1                             | 1                                    | 3                    | 3                             |

## Знамените личности
Најпознатији рудовчанин је поп Ранко, код кога је био састанак пред Други устанак у подруму куће на Милићевом Брду. Академски сликар Милија Белић је рођен и одрастао у Рудовцима, као и академски сликар Миливоје Симић.